# 梁溪大桥
31°33′59″N 120°16′45″E / 31.56632°N 120.27918°E

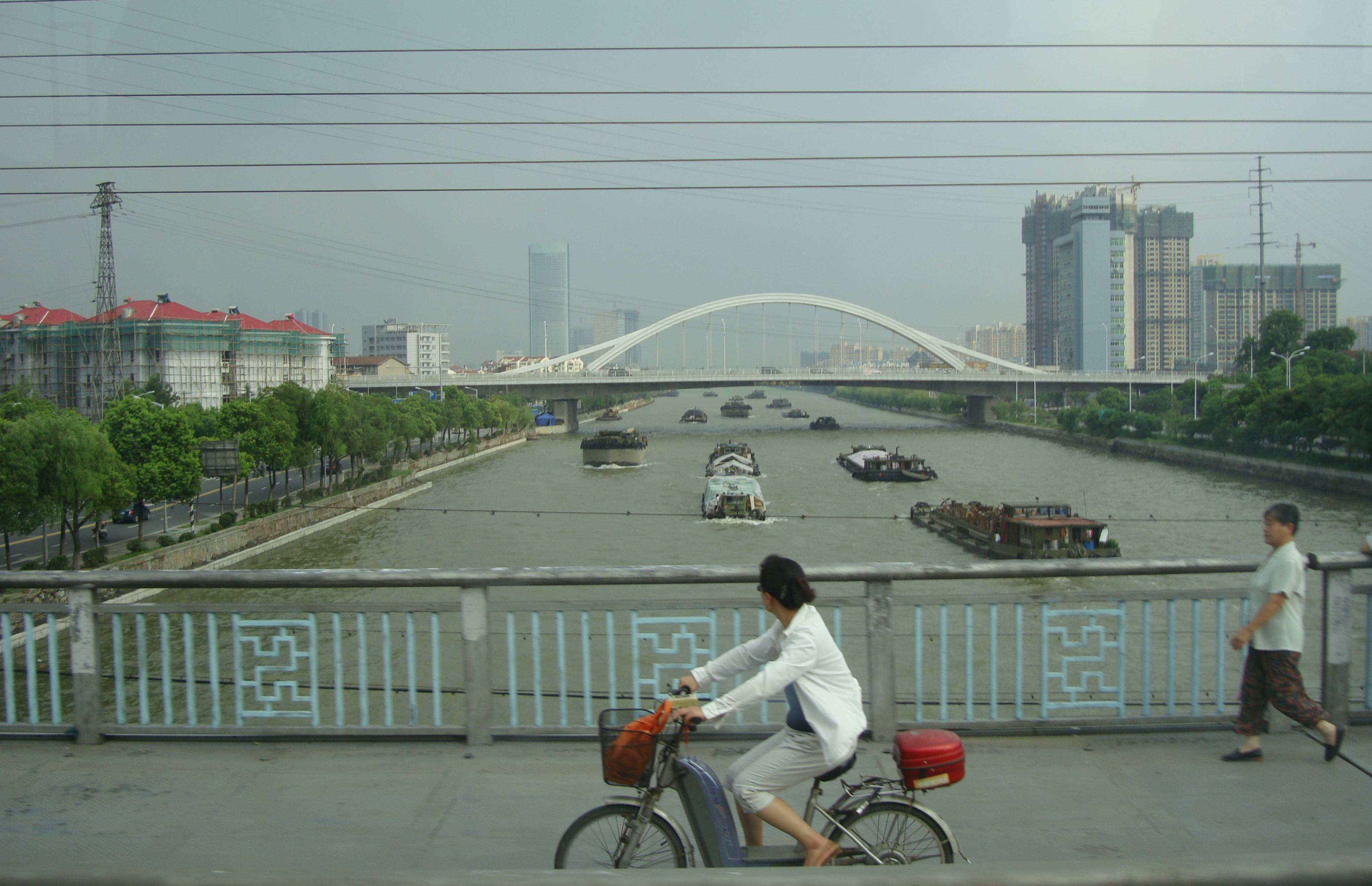
从梁溪大桥上向南看开源大桥

梁溪大桥，是位于中华人民共和国江苏省无锡市梁溪区的一座大桥，跨京杭大运河。也是梁溪区与滨湖区的界桥。

## 特点
建桥工程经江苏省计划委员会批准，由无锡市大运河大桥工程指挥部组织领导，1981年5月筹备，9月22日正式开始，1982年12月建成。长160.9米，高14.5米，主体和两边各一孔，为预应力水泥T型刚性结构。大桥连接五爱路与梁清路。西门桥曾名梁溪桥（后改名）。此外无锡健康路上也有梁溪桥，在梁溪大桥建立后，原健康路上的梁溪桥改名为健康桥。

## 相关
- 梁溪大桥站